# Вишняківка (Миргородський район)
Вишня́ківка (раніше ще звалось Чугуї) — село Миргородського району Полтавської області. Населення станом на 2001 рік становило 55 осіб. Входить до Білоцерківської сільської об'єднаної територіальної громади з адміністративним центром у с. Білоцерківка.

## Географія
Село Вишняківка знаходиться на відстані 1 км від села Бірки.
Віддаль до селища Велика Багачка — 25 км. Найближча залізнична станція Сагайдак — за 23 км.

## Історія
Село Вишняківка виникло на початку XVIII ст. як хутір Чугуїв Третій.
Село вперше згадується під 1729 роком. До 1764 року Чугуїв був у складі Миргородського полку, потім — Голтвянського повіту Новоросійської губернії, від 1781 року — Київського намісництва.
На карті 1869 року поселення було позначене як Цмакальські хутори.
За переписом 1900 року хутір Чугуїв Третій Білоцерківської волості Хорольського повіту Полтавської губернії належав до Бірківської козацької громади. Він мав 32 двори, 222 жителя.
У 1912 році в хуторі Чугуєвому було 395 жителів.
У січні 1918 року в селі розпочалась радянська окупація.
Від 1923 до 1930 року село входило до Білоцерківського району Полтавської округи, після розформування району увійшло до складу новоутвореного Великобагачанського району.
З 14 вересня 1941 по 24 вересня 1943 року Чугуї були окуповані німецько-фашистськими військами.
Село входило до Білоцерківської сільської ради, а згодом увійшло до Бірківської сільської ради Великобагачанського району.
13 серпня 2015 року шляхом об'єднання Балакліївської, Білоцерківської, Бірківської та Подільської сільських рад Великобагачанського району була утворена Білоцерківська сільська об'єднана територіальна громада з адміністративним центром у с. Білоцерківка.

## Населення

### Мова
Розподіл населення за рідною мовою за даними перепису 2001 року:
| Мова       | Кількість | Відсоток |
| ---------- | --------- | -------- |
| українська | 52        | 94.54%   |
| російська  | 3         | 5.46%    |
| Усього     | 55        | 100%     |